# 290년대
290년대는 290년부터 299년까지를 가리킨다.